# العلاقات الرومانية الفيجية
العلاقات الرومانية الفيجية هي العلاقات الثنائية التي تجمع بين رومانيا وفيجي.

## مقارنة بين البلدين
هذه مقارنة عامة ومرجعية للدولتين:
| وجه المقارنة                                              | رومانيا                                                                               | فيجي                                                                 |
| --------------------------------------------------------- | ------------------------------------------------------------------------------------- | -------------------------------------------------------------------- |
| المساحة (كم2)                                             | 238.40 ألف                                                                            | 18.27 ألف                                                            |
| عدد السكان (نسمة)                                         | 19.59 مليون                                                                           | 915.30 ألف                                                           |
| الكثافة السكانية (ن./كم²)                                 | 82.17                                                                                 | 50.1                                                                 |
| العاصمة                                                   | بوخارست                                                                               | سوفا                                                                 |
| اللغة الرسمية                                             | اللغة الرومانية                                                                       | لغة إنجليزية، اللغة الفيجية، اللغة الفيجي الهندية، اللغة الهندستانية |
| العملة                                                    | ليو روماني                                                                            | دولار فيجي                                                           |
| الناتج المحلي الإجمالي (بليون دولار)                      | 211.80 مليار                                                                          | 5.06 مليار                                                           |
| الناتج المحلي الإجمالي (تعادل القوة الشرائية) بليون دولار | 465.56 مليار                                                                          | 8.32 مليار                                                           |
| الناتج المحلي الإجمالي الاسمي للفرد دولار أمريكي          | 9.47 ألف                                                                              | 4.96 ألف                                                             |
| الناتج المحلي الإجمالي للفرد دولار أمريكي                 | 23.63 ألف                                                                             | 8.79 ألف                                                             |
| مؤشر التنمية البشرية                                      | 0.793                                                                                 | 0.727                                                                |
| رمز المكالمات الدولي                                      | +40                                                                                   | +679                                                                 |
| رمز الإنترنت                                              | .ro                                                                                   | .fj                                                                  |
| المنطقة الزمنية                                           | ت ع م+02:00، ت ع م+03:00، أوروبا/بوخارست ‏، توقيت شرق أوروبا، توقيت شرق أوروبا الصيفي ‏ | ت ع م+12:00                                                          |

## منظمات دولية مشتركة
يشترك البلدان في عضوية مجموعة من المنظمات الدولية، منها:
| علم المنظمة | اسم المنظمة                               | تاريخ انضمام رومانيا | تاريخ انضمام فيجي |
| ----------- | ----------------------------------------- | -------------------- | ----------------- |
|             | مؤسسة التنمية الدولية                     | 12 أبريل 2014        | 29 سبتمبر 1972    |
|             | المنظمة الهيدروغرافية الدولية             | ?                    | ?                 |
|             | يونسكو                                    | 27 يوليو 1956        | 14 يوليو 1983     |
|             | مؤسسة التمويل الدولية                     | 23 سبتمبر 1990       | 12 يوليو 1979     |
|             | منظمة حظر الأسلحة الكيميائية              | ?                    | ?                 |
|             | الأمم المتحدة                             | 14 ديسمبر 1955       | 13 أكتوبر 1970    |
|             | الاتحاد الدولي للاتصالات                  | 9 فبراير 1866        | 5 مايو 1971       |
|             | منظمة الشرطة الجنائية الدولية             | ?                    | ?                 |
|             | البنك الدولي للإنشاء والتعمير             | 15 ديسمبر 1972       | 28 مايو 1971      |
|             | الاتحاد البريدي العالمي                   | ?                    | ?                 |
|             | المركز الدولي لتسوية المنازعات الاستشارية | 12 أكتوبر 1975       | 10 سبتمبر 1977    |
|             | وكالة ضمان الاستثمار متعدد الأطراف        | 10 سبتمبر 1992       | 24 سبتمبر 1990    |
|             | منظمة التجارة العالمية                    | 1995                 | ?                 |

## وصلات خارجية
- موقع وزارة الخارجية الرومانية
- موقع وزارة الخارجية الفيجية